# Horaz
Horaz (Aussprache: [hoˈraːt͡s]; * 8. Dezember 65 v. Chr. in Venusia; † 27. November 8 v. Chr.), eigentlich Quintus Horatius Flaccus, war neben Vergil, Properz, Tibull und Ovid einer der bedeutendsten römischen Dichter der Augusteischen Zeit. Seine philosophischen Ansichten und dicta gehörten bis in die Neuzeit zu den bekanntesten des Altertums und erfuhren reichhaltige Rezeption in Humanismus und Klassizismus. Horaz führte die klassische Literatur seiner Zeit zu neuen Höhen und war besonders für den englischen Klassizismus das bedeutendste antike Vorbild.

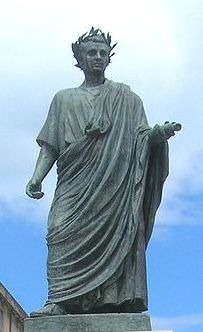
Horaz-Denkmal (1898) in Venosa

## Leben
Über das Leben des Dichters Horaz ist relativ viel bekannt. Dies liegt nicht in erster Linie an sekundärer biographischer Tradition, die mit Beschreibungen in der Vita Suetons im zweiten Jahrhundert einsetzte. Hauptquelle für die Biographie des Dichters bilden vielmehr Selbstaussagen. Sie dienten Horaz in zahlreichen Kontexten als Vorlagen für seine Philosophie und metapoetischen Überlegungen. Diese Selbstaussagen verweisen auf zeitgenössische Ereignisse und Zustände, auf die der Dichter Bezug nimmt, und helfen so, ihn in einen Kontext einzuordnen und seine Vita zu rekonstruieren. Einen dritten Hinweis auf sein Leben bietet seine literarische Arbeitsweise, wozu die Auswahl seiner Motive und Verarbeitung seiner Stoffe gehört. Horaz zeigt sich selbst agierend im Alltagsgeschehen, welches Leser der Folgezeit auf Ereignisse seiner Zeit verweist, und bietet besonders in den Satiren Abbildung zeitgenössischer Beziehungen und Alltäglichkeiten, wozu ihm – nach Eigenaussagen – programmatisch der Satirendichter Lucilius als Vorbild diente.

### Jugend
Geboren wurde Horaz am 8. Dezember 65 v. Chr. in Venusia, einer Stadt an der Grenze der italischen Provinzen Lukanien und Apulien. Sein Vater – Horaz bezeichnet ihn als Freigelassenen (libertinus) – arbeitete als coactor exactionum (Versteigerungsagent) und besaß ein kleines Landgut, das er sich selbst erarbeitet hatte. Ob die Herkunft aus dem Sklavenstand auf Wahrheit beruht, wird unterschiedlich gesehen. Gordon Williams nahm an, es handle sich um allzu stilisierte Darstellung, durch die Horaz als Aufsteiger aus niedrigem Stand dargestellt werden sollte. Der Vater sei in Wirklichkeit italischer Herkunft gewesen und im Bürgerkrieg mit Sulla, wie viele Samniten auch, in Gefangenschaft geraten. Hierbei muss auch deren Ausmaß bedacht werden – so kann der Vater auch für nur kurze Zeit den Sklavenstatus innegehabt haben. In aktuelleren Darstellungen mehren sich Gegenstimmen, die Williams’ Aussage zu relativieren versuchen. Außerdem ist strittig, ob Horaz’ Vater mit diesem gutbezahlten Beruf zu Wohlstand gelangt ist. Horaz selbst verneint dies und stilisiert das Leben seines Vaters als „arm“ (pauper), besonders, nachdem im Zuge von Landverteilungen nach dem Römischen Bürgerkrieg das Gut seines Vaters konfisziert wurde. Allerdings meint paupertas nicht eigentliche Armut (egestas), sondern genügsames und autarkes Landleben nach den Sitten römischer Frühzeit. Zudem muss er wenigstens so viel Geld besessen haben, seinem Sohn eine literarische und philosophische Ausbildung finanzieren zu können. Gordon Williams begriff Horaz’ Stilisierung als eine Form des Understatements, die Kritikern des Vaters zeigen sollte, dass dieser als Sohn eines Freigelassenen zu großen Ehren gekommen war und sie ihn zu Unrecht mit seinem Stand verspottet haben. Die Mutter hat Horaz in seinen Gedichten nie erwähnt.

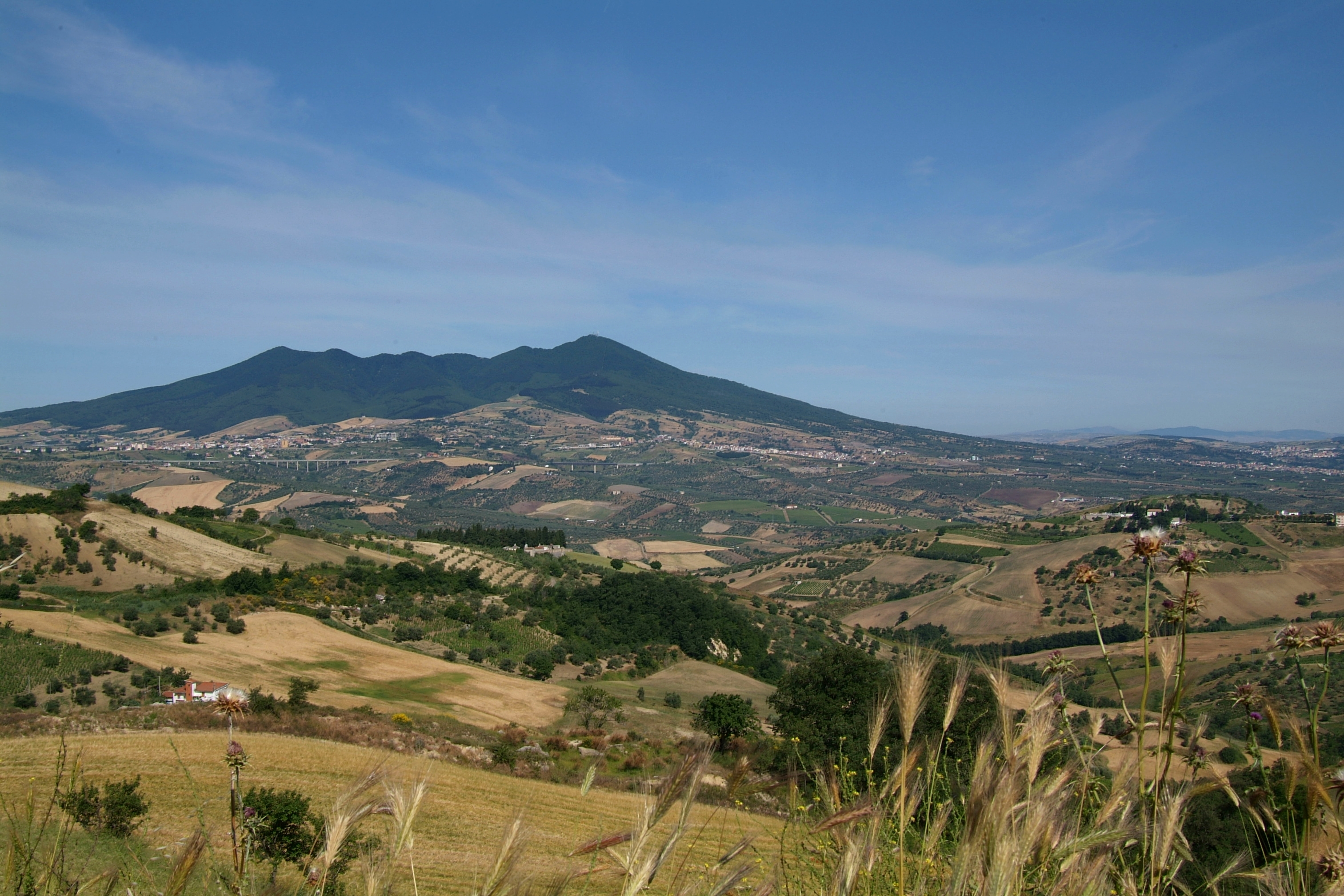
Der Berg Voltur (Vulture) nahe dem Dorf Acerenza in Horaz’ Heimat, den der Dichter in der Römerode 3, 4 im Stile des Helikon besingt

Viele Erzählungen, die in Horaz’ späterer Dichtung auftauchen, waren beeinflusst von seinen Jugenderfahrungen. Neben reichhaltiger Verwendung poetischer Stilisierungen der Natur, die häufig auf seine Heimatprovinz Bezug nehmen, liefert Horaz Gründe für Moralvorstellungen und spätere Betonung eines zurückgezogenen und genügsamen Landlebens in der Ofellusgeschichte: Diesen Ofellus beschreibt er in den Satiren als Unterweiser in Jugendjahren, der ihm Sitten und Moralvorstellungen des Landmanns wie Einfachheit, Sparsamkeit und Naturbezogenheit mit dem Verweis auf seine Wurzeln näherbrachte. Wie Horaz selbst verlor dieser sein Gut durch Konfiskation.
Vermutlich von 53 bis 49 v. Chr. schickte Horaz’ Vater ihn zum Literatur- und Grammatikstudium nach Rom. Dort erhielt Horaz eine Ausbildung in der angesehenen Rednerschule des Grammatikers Lucius Orbilius Pupillus, den er jedoch als plagosus („schlagfreudig“) und später sogar als saevus magister („wütenden Lehrmeister“) kennenlernte. Neben diesen schlechten Erfahrungen in Rom und im dortigen Unterricht, die sich in Horaz’ starker Aversion gegen die Stadt bemerkbar machten, lernte er die archaischen Vorbilder lateinischer und griechischer Dichtung kennen, sowohl Livius Andronicus als auch die homerischen Epen Ilias und Odyssee und ihre moralisierenden Interpretationen. Nach seinem Studium in Rom schickte ihn der Vater nach Athen, wo er griechische Philosophie und Literatur studierte. In Athen beschäftigte sich Horaz mit altgriechischer Lyrik und versuchte sich in griechischen Versen, wenn auch nicht mit dem Ziel, Dichtung zu schreiben. Außerdem hörte er Vorträge von Epikureern, Peripatetikern und Stoikern.
Im Jahre 44 v. Chr., nach der Ermordung Gaius Iulius Caesars, warb Marcus Iunius Brutus in Athen römische Studenten als Rekruten für die republikanische Armee an, zu denen auch Horaz gehörte. Unter Brutus’ Kommando machte er schnell Karriere und stieg zum tribunus militum (Militärtribun) einer Legion auf. Das jähe Ende seiner Militärzeit kam im Herbst 42, als die Armee des Brutus in der Schlacht bei Philippi der Caesarpartei Octavians unterlag. In kurzer Zeit verlor Horaz als Parteigänger von Brutus und Cassius das väterliche Landgut nach den Konfiskationen in Venusia und musste nach seiner Rückkehr nach Rom sämtliche Karrierehoffnungen aufgeben. Er sah sich in die paupertas getrieben, wobei sich diese Aussage bei ihm auf den Verlust seiner Ambitionen bezog, die er hinsichtlich einer zentralen Rolle im öffentlichen Leben hatte, und auf die Erschütterung seiner Überzeugungen als freier Bürger Roms. Die Erfahrung des Verlusts einer öffentlichen Position in der Römischen Republik trieb ihn zu dem Entschluss, sich der Dichtkunst zuzuwenden. Nach den Altphilologen Robin G. M. Nisbet und Margaret Hubbard behandelte Horaz diese Hinwendung zur Dichtung in der Ode 2, 7, um sich in die Nachfolge der griechischen Dichtervorbilder Alkaios von Lesbos und Archilochos zu stellen. Für diese Ode hat er den Vorwurf erhalten, er habe seine damalige Beteiligung an der Schlacht im Nachhinein zynisch oder gleichmütig gesehen, unter anderem, weil er schrieb, dass er (anders als Pompeius) seinen Schild in der Schlacht weggeworfen habe und nur noch Merkur gefolgt sei. Er scheint jedoch die Schlacht als einschneidendes Ereignis für seinen Lebenswandel und seine politische virtus (Einstellung, Moral) begriffen zu haben. Mit seinem intellektuellen Lebenswandel ging die stärkere Zuwendung zum Epikureismus einher. Die Vita Suetons erwähnt, dass er nach 43 in Rom von der Partei Octavians rehabilitiert wurde, eventuell nach dem Vertrag von Brindisi 40 v. Chr. Horaz selbst erkannte in der Retrospektive Augustus als universalen Regenten auch für diejenigen an, die durch den Bürgerkrieg in ihren Idealen und Erwartungen an die Republik enttäuscht worden waren.
Im Gegensatz zum Verlust seiner ideellen Ziele und politischen Ambitionen war Horaz’ materielle Situation keinesfalls pauper oder unglücklich. Bereits in Athen hatte er mit dem Geld aus seiner Ausbildung ein gutes Leben geführt, Kontakte zur Oberschicht geknüpft und an Festlichkeiten und Gastmählern teilgenommen. Im Heer des Brutus konnte er als Militärtribun den Stand eines eques (Ritter) beanspruchen, wenn er sich nicht schon während eines ersten Romaufenthalts dort eingekauft hatte. In den Satiren erweckte er den Eindruck, dass er sich sogar in den Stand eines Prätors oder Senators hätte einkaufen können, wenn er gewollt hätte. In Rom hatte er gute Beziehungen zu angesehenen Rechtsbeiständen und prahlte unter anderem mit Kontakten zu Gaius Trebatius Testa und Lucius Manlius Torquatus. Selbst nach der Niederlage von Philippi schaffte es Horaz, seine Verdienste erfolgreich einzusetzen und zu organisieren. Nach der Rehabilitation durch Octavian kaufte er sich in das Amt eines Quästurschreibers ein, eine hochbezahlte Stellung, auf die er nach dem Verlust der väterlichen Güter vorerst sein Vermögen stützte.

### Dichter im Maecenaskreis
Die Dichter Vergil und Lucius Varius Rufus, die zu dieser Zeit in Rom große Erfolge feierten, wurden im Jahr 38 auf den jungen Horaz aufmerksam und stellten ihn dem adligen Gönner und Kunstliebhaber Gaius Maecenas vor. Dieser wählte Dichter auf Grund ihres außergewöhnlichen Talents aus, unterstützte sie finanziell und sorgte mit regelmäßigen Rezitationen neuester Werke und poetologischen Diskussionen für den künstlerischen Austausch im privaten Kreis. Horaz hatte sich bis dahin weder als besonderer Dichter hervorgetan noch an irgendeiner Strömung römischer Dichtung besonderes Interesse gefunden. Er präsentierte sich dem Gönner daher von der Seite seines niedrigen Standes und betonte seine einfachen Verhältnisse und seine Betroffenheit von den Landenteignungen. Maecenas ließ ihn neun Monate auf eine Antwort warten, bevor er Horaz in seinen Dichterkreis aufnahm. Hans-Christian Günther vermutete, dass hinter Horaz’ Schilderungen die Stilisierung der Maecenasfigur als Verkörperung seiner früheren politischen Ambitionen stand. Horaz stellte sich wieder mit den Wurzeln eines einfachen Landmannes aus der Provinz vor. Sein Gegenbild war der politisch erfolgreiche und einflussreiche Machtmensch Maecenas, der tugendhaftes Handeln und weise politische Überlegungen verkörperte. Nur durch ihn gelang dem Dichter der parallele Aufstieg zu intellektueller Größe und Verdienst.

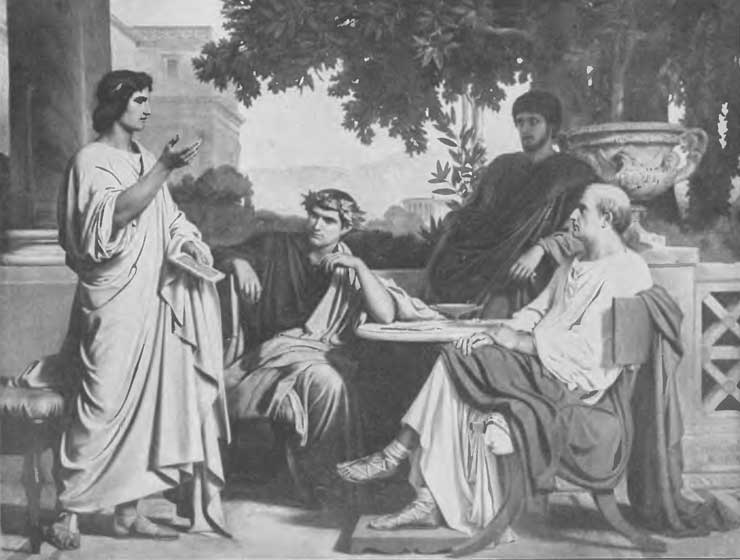
Charles François Jalabert (ca. 1846), Der Maecenaskreis mit dem rezitierenden Vergil, Horaz (Mitte) und dem hörenden Maecenas (rechts), sowie Varius im Hintergrund

Nach seiner Aufnahme in den Maecenaskreis begleitete Horaz seinen Gönner auf politischen und diplomatischen Reisen, so 37 v. Chr. nach Brindisi (zusammen mit Vergil) und 36 v. Chr. im Sizilienkrieg, wobei er bei einem Schiffbruch am Kap Palinurus fast ums Leben gekommen wäre. Nach 35 v. Chr. brachte Horaz seine ersten Gedichte heraus. Dazu gehörte das erste Satirenbuch, in dem hauptsächlich die privaten Probleme des Dichters anklingen, sich im Kreis des Maecenas zurechtzufinden. Danach folgten erste Adaptionen der altgriechischen Versmaße in den Iamben (Epoden), deren Herausgabe erst nach der Schlacht bei Actium 31 v. Chr. erfolgt sein kann. Wie auch das zweite Satirenbuch, das nach den Iamben erschien, zeigten diese deutliche politische Parteinahme für die Seite Octavians und Vorbehalte gegen politisch-kulturelle Gegner wie etwa Kleopatra, die Horaz später in den Oden als fatale monstrum (todbringendes Wunderzeichen) betitelte. Sieben Jahre nach den Epoden legte Horaz ein Kernstück seiner Poesie vor mit der geschlossenen Herausgabe von drei Odenbüchern, in denen er lyrische Versmaße der äolischen Dichter auf Latein verarbeitete. In der Zeit der neugeschaffenen Pax Augusta kamen Horaz’ politische Stellungnahmen für den Herrscher immer deutlicher zum Ausdruck. Trotz der üblichen Motive augusteischer Dichtung, wie der recusatio (Zurückweisung eines Wunsches auf Herrscherlob mit dem Verweis des Dichters, dass er und seine Dichtung dafür nicht gut genug seien) komponierte Horaz vor 23 v. Chr. auch Panegyrik auf Augustus, wie das Carmen 1, 2 und 1, 12.
Bereits Mitte der 30er Jahre schenkte Maecenas Horaz ein Landgut in den Sabiner Bergen am Fuße des Bergs Lucretilis (Gennaro) im heutigen Tal von Licenza. Dieses Sabinum, wie es Horaz nannte, war mit fünf coloni, einem villicus und acht Sklaven zwar kein kleines, aber für die Verhältnisse in der römischen Oberschicht ein sparsames Haus. Das Sabinum wurde für ihn schnell zum Inbegriff einer Rückzugsmöglichkeit in literarisches und philosophisches otium (Muße). Im Gegensatz dazu wuchs seine Verachtung für die Hektik und die Gerüchte der Stadt Rom, deren Gegenstand er als in den höchsten Kreisen Bekannter war. Neben der Lästigkeit weniger Geschäfte in der Stadt legte Horaz in der bekannten Fabel von der Landmaus und der Stadtmaus dar, wie sehr das Leben des Maecenas in Rom den philosophischen Ansichten des Dichters entgegengesetzt war. Später kamen weitere Güter in Horaz’ Besitz, wie eine Villa in Tivoli und eventuell ein Gut in Tarentum. Die Ruhe, Zurückgezogenheit und Genügsamkeit des Sabinums besang Horaz in der Folge seiner Gedichte immer wieder. Ihnen widmete er große Teile seiner Satire 2, 7 und dem Tarentinum sowie Teile seines Briefes 1, 16.

### Spätwerk und Alter
Als Horaz etwa 23 v. Chr. seine Oden fertiggestellt hatte, dachte er in seinem neuen Werk, den Versepisteln, ab 20 v. Chr. darüber nach, sich zur Ruhe zu setzen und das innovative Dichten von Lyrik aufzugeben. Der große Erfolg seiner Oden und sein gesicherter sozialer Status bewogen ihn dazu, sich nicht mit einer weiteren Neuerung abermals in den Mittelpunkt der Aufmerksamkeit von Kollegen und augusteischen Eliten zu stellen. Offenbar fanden sich neben den Lesern, die Horaz wünschte, viele Neider und Imitatoren. Besonders das Alter, das Horaz für seine Entscheidung anführt, hielt der Philologe Hans-Christian Günther für einen plausiblen Grund, weil Horaz durch sein bewegtes Leben mit vielen Wendungen und Rückschlägen bereits in jungen Jahren die Fähigkeit zur reiferen Reflexion erhalten hatte, die ihn geistig vorzeitig habe altern lassen. Nichtsdestoweniger stellte der Übergang in Horaz’ dichterisches Spätwerk und seine Ankündigung, Abstand von der innovativen Dichtung zu nehmen, für die breite Öffentlichkeit der Leser ironischerweise gerade etwas Innovatives dar. Das erste Briefkorpus bestand nicht aus tatsächlichen oder fingierten Korrespondenzen, sondern dichterischen und sogar poetologischen Versepisteln, die nicht nur kunstvoll komponiert waren, sondern auch eine neue literarische Gattung darstellten.

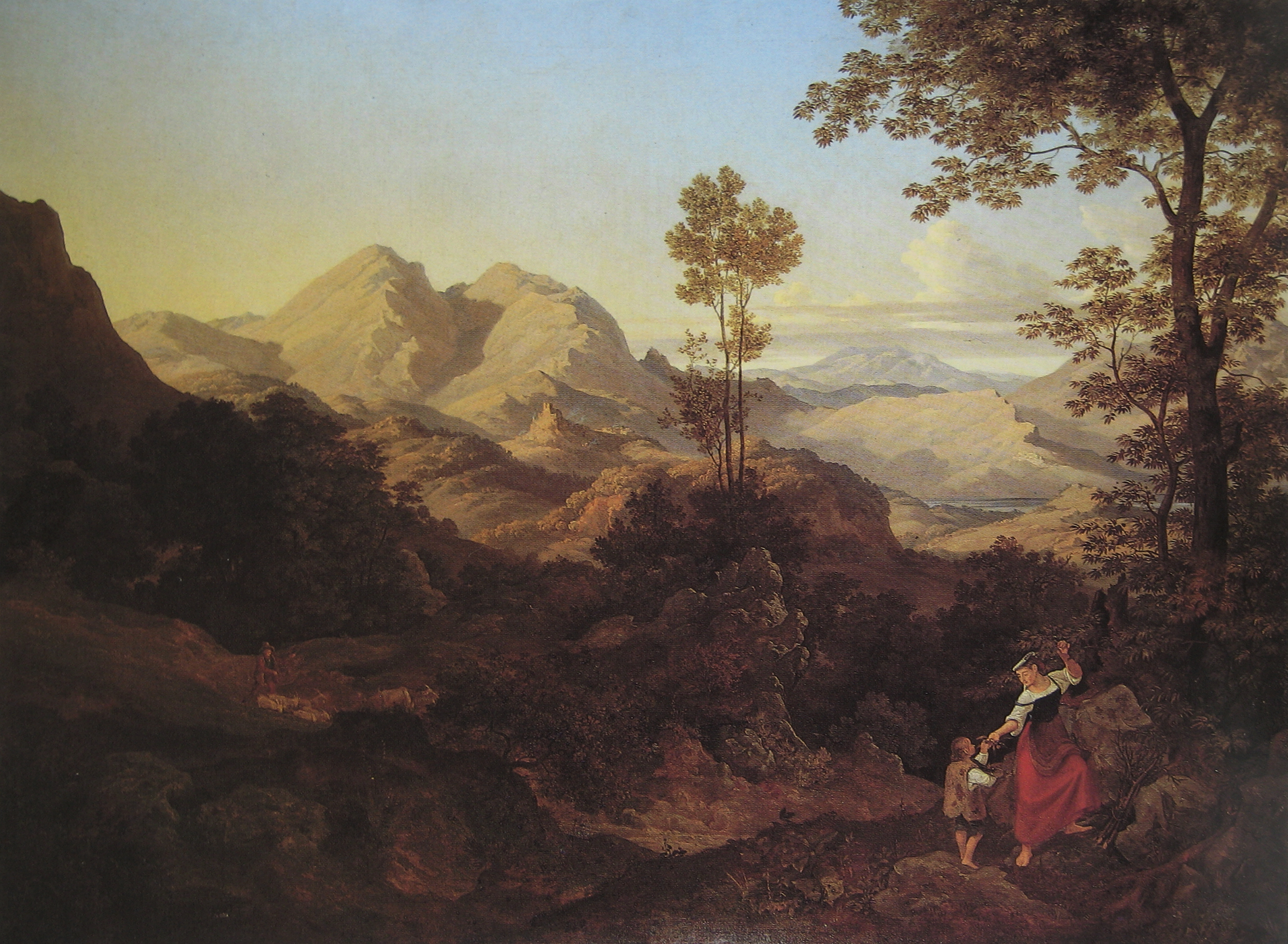
Ernst Fries. Blick in die Sabiner Berge östlich von Licenza. Öl auf Mahagoni, 1827.

Ab etwa 20 v. Chr. verlor der Maecenaskreis für die Dichter immer mehr an Bedeutung. Vergil starb 19 v. Chr. Varius 15 v. Chr., und Properz erwähnte Maecenas in seinem vierten Elegienbuch nicht einmal mehr. Genauso widmete Horaz dem Gönner kein weiteres Werk. Ob mit diesem Bedeutungsverlust ein politischer Bedeutungsverlust des Maecenas bei Augustus einherging, ist in den letzten Jahrzehnten in Zweifel gezogen worden. Der Auslöser für diese Vermutung war eine Passage bei Sueton, der behauptete, Maecenas habe gegenüber der Politik des Augustus das Interesse verloren. Er habe seinem Schwager Murena verraten, dass gegen ihn die Order vorliege, ihn zu beseitigen. Diese Passage sah der Historiker Ronald Syme noch als plausibel an und schloss aus ihr, dass Maecenas durch seinen Verrat bei Augustus in Ungnade gefallen sei, Williams dagegen analysierte sie in den 90er Jahren kritisch und kam zu dem Schluss, dass keine Belege Suetons Behauptung stützen konnten, sondern Augustus Maecenas unumschränkt vertraute. Mit der Zeit ging das Patronageverhältnis von Maecenas, dem Verwalter augusteischer Kulturpolitik, auf Augustus als dessen Initiator über. Der Kaiser selbst nahm sich des Dichters an, und seine Wünsche als Princeps hatten Beachtung zu finden. Damit änderten sich Motive und Rhetorik von Horaz’ Werken. Eine einfache recusatio (Ablehnung) konnte politisch eine größere Bedeutung haben, wenn sie direkt gegenüber dem Kaiser geäußert würde, als gegenüber einem seiner Offiziere. Außerdem hielt Augustus Horaz politisch-pragmatisch für wichtig: Er plante, ihn nach seiner Rückkehr von den Parthern zum Privatsekretär für das Entwerfen seiner Briefe zu machen. Weil er wusste, dass der Dichter ein weiteres Briefbuch plante, wies er ihn darauf hin, dass eine Widmung dieser Werke in seinem Interesse liege. Horaz widmete Augustus folglich das zweite Briefbuch und auch den so genannten Pisonenbrief, die „Ars poetica“. Die Einbindung seiner Dichtung in die augusteische Kulturpolitik ging schließlich so weit, dass Augustus ihn 17 v. Chr. beauftragte, für einen Chor aus Jungen und Mädchen ein Festlied für die ludi saeculares zu schreiben. Noch in seinem letzten oder vorletzten Werk, dem vierten Buch der Oden, brüstete sich Horaz mit der Bedeutung, die er mit diesem carmen saeculare in der römischen Gesellschaft erlangt hatte. Er sah sich vom vulgären Satirendichter, der in unteren poetischen Genres und Rängen begann, zu einem bedeutenden Staatsdichter aufgestiegen. Das letzte Buch der Oden kann als Verbeugung gegenüber bedeutenden Personen der augusteischen Familie angesehen werden. Horaz schien es im Einvernehmen mit dem Princeps verfasst zu haben, angetrieben durch das Carmen saeculare und eventuell bestrebt, seine enge Beziehung zu Augustus dichterisch festzuhalten.
Strittig bleibt bisher, wie sehr Horaz in seinem Spätwerk politisches Sprachrohr für die Ideen der Herrschenden war. Niall Rudd stellte zum Beispiel die Frage, wie Horaz’ Lebenssituation als ehemals republikanisch gesinnter Junggeselle und Lebemann auf politische Anklänge in seinen Gedichten Einfluss nehmen konnte, die auch die augusteischen Ehegesetze zum Thema hatten. Sicherlich ist es schwierig, eine politische Position des Dichters Horaz hinter politischen Gedichten und Panegyrik wie der Ode 1, 12 oder 3, 14 zu suchen. Dies wurde zumeist im Kontext der eigenen Zeit und politisch-nationaler Überzeugungen der Betrachter getan. Hans-Christian Günther warnte jedoch auch davor, Horaz als unpolitischen Hedonisten überzubetonen und ihn allein im Kontext der modernen „Spaßgesellschaft“ zu werten.
Zu einem erheblichen Teil prägte Horaz selbst das Bild von sich, doch lassen sich über die Jahre auch Änderungen in den sozialen und mentalen Lebensumständen des Dichters hinter dem Werk erkennen. Horaz sprach zum Beispiel in den Satiren den Dank an seinen Vater aus, der ein Symbol seines schnellen sozialen Aufstiegs war. Er stellte sich bewusst als Emporkömmling dar und betrachtete seinen jeweiligen sozialen Status als ständigen Ansporn und Streben nach Höherem. Dies ist als Selbstverteidigung vor dem Hintergrund der ständigen Angriffe von Neidern und Spöttern zu sehen. Die Stilisierung des Vaters transformierte Horaz’ Vorstellungen von seinem Dichter-Ich in sein Werk, während er selbst durch seine Stellung in Rom und seine Dichtung großen finanziellen und persönlichen Erfolg hatte. Diese überkompensierte Betonung einer niedrigen Herkunft deutet auf die Unsicherheit des Dichters hin, der als ehemaliger Octaviangegner von niedrigem Stand plötzlich als Außenseiter in die höchsten Kreise der Augusteischen Kultur eintauchte. Später beherrschte er ebenfalls die Kunst, sich als etablierter Dichter mit eigenen Überzeugungen den Herrschern gegenüber bescheiden zu geben und die leichteren Klänge von Wein, Liebe und Tanz zu besingen, wie er es in der Ode 2,1 von sich behauptete.
Die Beziehung zu Maecenas, auch wenn sie nun weniger wichtig für Horaz war, blieb bis zu dessen Tod freundschaftlich. In der Ode 4, 11 besingt Horaz die Iden des April, Maecenas' Geburtstag als außerordentliches Jubelfest, das ihm wertvoller als sein eigener Geburtstag gewesen sei. 8 v. Chr. starb Maecenas und noch im selben Jahr, am 27. November, auch Horaz. Beider Gebeine wurden zum Esquilin gebracht. Wie sehr die Freundschaft der beiden ungleichen Männer auf Gegenseitigkeit beruhte, zeigte Maecenas in seinem Epigramm:

„Ni te visceribus meis, Horati,
Plus iam diligo, tu tuum sodalem
Ninnio videas strigosiorem“

„Wenn ich dich nicht mehr liebe, Horaz, als mein eigen Fleisch und Blut, könntest du deinen Freund magerer sehen als Ninnius.“

Über Horaz’ Liebesleben ist wenig bekannt; autobiographische Aussagen können hier nicht sicher von literarisch vorgeformten Motiven getrennt werden. In den Episteln sprach er vom Mädchen Cinara, die die einzig nachweisbare Frau in seiner Dichtung war und die er als junger Mann in Athen traf. Ansonsten blieb Horaz Junggeselle. In den Epoden 8, 11 und 12 sinniert er über sexuelle Vorlieben und eine gewisse Antipathie gegen alternde Frauen. Oftmals sah er sich selbst bereits in mittleren Jahren als alten Lüstling, und seine Gedichte entbehren einer gewissen Romantik, wenn er zum Beispiel in der Satire 2, 3 schreibt, er sei in unzählige Mädchen und Jungen vernarrt gewesen. Trotz zahlreicher Gerüchte in der biographischen Tradition und Vermutungen in der Forschung über eine mögliche Bisexualität bleiben die Motive der horazischen Liebesdichtung eher unbestimmt, weder misogyn zwischen den Extremen schwankend, wie in der Liebeselegie, noch besonders sexistisch.
Über sein Aussehen hat Horaz ausführlich selbst gesprochen. Er beschrieb sich als dick, wohlgenährt und von glänzender, gepflegter Haut. Außerdem sei er von kurzer Statur, frühzeitig ergraut und schnell zu erzürnen, genauso leicht jedoch wieder zu beruhigen gewesen. Horaz’ cognomen Flaccus bedeutet ‚Schlappohr‘.

## Werk
Die künstlerische Entwicklung des Horaz kann in drei Stufen unterteilt werden:
- das temperamentvolle und angriffslustige Frühwerk, mit den Satiren und Epoden (42 bis ca. 30 v. Chr.)
- die klassische Reife, mit den Oden I-III und den Episteln I (ca. 31 v. Chr. bis Ende der 20er Jahre)
- die Abgeklärtheit des späten Werkes, mit dem Carmen saeculare, den Oden IV und den Episteln II, darunter die Ars Poetica, (18 bis 13 oder 10 v. Chr.)

Besonders in den Anfangsjahren des Dichters überlagern sich die Entstehungszeiten der einzelnen Werke bis zur Herausgabe vollständiger Bücher. Die Darstellung von Eduard Fraenkel zum Werk der Epoden und Satiren hat versucht, die Satiren in der eigentlichen chronologischen Reihenfolge zu analysieren. Als ältestes Gedicht gilt dort wie allgemein die Satire 1, 2, die Fränkel mit der unselbständigen Themenwahl begründete. Die Themenwahl der Gedichte brachte ebenfalls den Altphilologen Eckard Lefèvre zu der Annahme, dass zeitgleich mit der Satire 1, 2 früh zu datierende Epoden, unter anderem die Gedichte 7, 10 und 16, vorgelegen haben müssen, von denen Horaz für seine Aufnahme bei Maecenas diejenigen mit brisanten politischen Inhalten benutzte. Auch im Spätwerk des Dichters überlappen sich immer wieder produktive Phasen, wie der Beginn des ersten Epistelbuchs nach den Oden oder die Frage, ob sein letztes Werk die Ars Poetica oder das vierte Odenbuch war. Zudem sollten die Charakterisierungen als Orientierung dienen. Horaz sprach zwar in seinen Oden selbst davon, dass sein Frühwerk schneller und angriffslustiger war, doch bewahrte er sich auch im Brief mit Augustus eine Vertrautheit, die sich im zynischen Umgang miteinander äußerte, der an seine frühen Werke für Maecenas erinnert. In seinem Brief fragte ihn der Kaiser scherzhaft, ob es Horaz’ späteres Bild beeinträchtigen würde, wenn er zugäbe, den Kaiser gekannt zu haben. Außerdem nimmt er Bezug zu seinem Frühwerk, wenn er im vierten Odenbuch die Einfachheit seiner Dichtung betont. Gleich im ersten Gedicht lässt er die frühere Moralkritik der Römeroden und den Anspruch aus der 16. Epode, ein vates zu sein, beiseite und wird zu den leichten lyrischen Inhalten der ersten drei Odenbücher zurückgedrängt.

### Satiren

Saturae, 1577

Die zwei Bücher der Satiren bestehen aus zehn beziehungsweise acht teilweise recht umfangreichen Einzelgedichten in Hexametern. Horaz selbst nannte sie Sermones (Gespräche). Er spricht darin mit Maecenas, mit dem Leser, mit sich selbst und führt die Personen im Dialog vor. Ziel dieser nicht unbedingt harmlosen Plaudereien ist, dem Leser mit Humor unangenehme Wahrheiten zu sagen. Vorbild war ihm der römische Satiriker Lucilius.
Horaz war stets um das Wesentliche und Straffheit bemüht. So lautete sein Kunstprinzip: Vielfalt in der Beschränktheit. Zentrales Thema ist die rechte Lebensgestaltung. Die meisten Gedichte geißeln Laster, die sozialen Unfrieden stiften oder zumindest die menschlichen Beziehungen beeinträchtigen, wie zum Beispiel Habgier, Ehebruch, Aberglaube, Schlemmerei … Im Gegensatz zu Lucilius, der hochgestellte Zeitgenossen schonungslos anprangerte, musste sich Horaz in dieser Beziehung zurückhalten. Seine Ausfälle beschränkten sich auf verstorbene Personen, einflusslose Leute und stadtbekannte Außenseiter. Nicht selten stellte er stellvertretend für den Normalbürger auch sich selbst und seine Schwächen dar.

### Epoden

#### Gestaltungskriterien und Inhalte
Als Epoden (griechisch ἐπῳδός „epodós“, Nachgesang, Refrain) werden die 17 Gedichte eines schmalen Buches bezeichnet, das um etwa 30 v. Chr. von Horaz herausgegeben wurde; Epoden deshalb, weil sich bei den einzelnen Versen der Gedichte jeweils ein jambischer Langvers (Trimeter) mit einem refrainartigen Kurzvers (Dimeter) abwechselt. Das Versmaß entsprach mehr den Regeln der griechischen Lyrik und stellte damit eine metrische Neuerung gegenüber dem Sprechvers der römischen Komödie, dem Senar, dar. Pionier in der Anwendung war vor Horaz der Dichter Catull. Horaz nannte sein Buch „Iambi“, obwohl nur elf Gedichte ausschließlich im Jambischen und die übrigen sechs in Kombinationen von jambischem und daktylischem Versmaß, dem Versfuß des Hexameters, geschrieben sind.
Griechischer Urheber der Epodendichtung und Vorbild des Horaz war der Ionier Archilochos. Von ihm ist nicht mehr bekannt, als dass er während einer Sonnenfinsternis des Jahres 648 v. Chr. lebte und sein Werk zwei bemerkenswerte Kennzeichen aufwies. Einmal galt er als Pionier und Meister jambischer Strophenformen, andererseits verwendete er die Form des Verses für extrem angriffslustige, persönlich verletzende und teils hetzerische Gedichte ohne Rücksicht auf den Stand der angegriffenen Personen. Im augusteischen Rom war eine Dichtung gleicher Prägung nicht denkbar. Horaz dichtete einerseits für seinen Gönner Maecenas sowie andererseits für einen unbekannten Leserkreis. Deshalb waren wie schon bei den „Satiren“ auch hier Vorsicht und Rücksicht geboten. Selten nannte er Namen, und wenn, dann meist Decknamen. So führt er in der wohl bekanntesten Epode Beatus ille den Geldverleiher Alfius vor, der ausführlich das idyllische Landleben lobt, dann jedoch trotzdem bei seinen städtischen Finanzgeschäften bleibt (ep. 2). Weiterhin verspottet er einen schmähsüchtigen Dichter unter dem Namen Maevius, einen Emporkömmling im Militär (ep. 4), zwei gealterte Hetären, deren körperlicher Verfall mit derb-obszönen Vergleichen geschildert wird, die jedoch ohne Namen bleiben (ep. 8 und 12), und eine Hexe namens Canidia (ep. 5 und ep. 17), die bereits in seinen Satiren auftauchte und die Fantasie nachfolgender Generationen immer wieder anregte.
Dass Horaz in den Epoden keine konkreten Namen nannte, heißt zwar, dass er die inhaltlichen Gestaltungsmaßstäbe seines Vorbilds Archilochos änderte. Es heißt jedoch nicht, dass keine konkreten Persönlichkeiten hinter den Angriffen gegen bestimmte Typen gestanden haben. Die Identifikation des Dichters Maevius aus der zehnten Epode mit dem Mevius, dessen schlechte Verse Vergil in seiner dritten Ekloge beklagt, ist von Altphilologen häufig hervorgehoben worden. Maevius’ Bezeichnung als eindeutig sexuell konnotierter geiler Bock (libidinosus caper), den Horaz verdientermaßen opfern wollte, kann durchaus auf die Schmähung des Dichters Bezug nehmen, denn bereits bei Catull findet sich ein ähnlich gelagerter Fall, wo mit der Bezeichnung „Bock“ die Strafwürdigkeit einer bekannten Person codiert wird. Weiterhin versuchte der spätantike Horazkommentator Porphyrio Personen der Epoden zu identifizieren, wie den Militärtribun der vierten Epode mit Menas, dem freigelassenen Flottenführer des Sextus Pompeius. Solche Identifizierungen sind wenig klar und oft angezweifelt worden, zeigen jedoch, dass früh über einen Wirkungskontext der Epoden spekuliert wurde. Dieser Wirkungskontext schien zunächst von einem kleinen Hörerkreis abzuhängen, der mit den gezielten, aber verdeckten Angriffen etwas anzufangen wusste. Der Freiburger Altphilologe Eckard Lefèvre sah einen wichtigen Hinweis für die Zielgerichtetheit der Epoden in der häufigen Pointiertheit. So lobt Horaz in der zweiten Epode über 66 Verse hinweg das sittsame Landleben, und erst in den letzten zwei Strophen löst er auf, dass ein Wucherer dieses Lob ausspricht, der sich im Auge des Landmannes unsittlich verhält. Ähnliches findet sich in der vierten Epode, in der Horaz seine Verachtung für einen Neureichen kundtut, von dem er erst in der letzten Zeile berichtet, ihm obliege die Verantwortung eines Militärtribuns. Derartig gezielte Pointen wären kaum von einem gewöhnlichen Spottdichter gesetzt worden.

#### Weiterentwicklung zu den Oden
Horaz nutzte die archilochische Dichtung formal, trotzdem war auch hier seine Bereitschaft nicht hoch, seine Nachfolge in der Iambendichtung in den Vordergrund zu stellen. Dies lässt sich am Eröffnungsgedicht Ibis Liburnis ablesen, das von der Sorge um Horaz' Schicksal nach der bevorstehenden Schlacht bei Actium geprägt ist (ep. 1). Ähnlich gelagert ist das Jubellied über den Sieg bei Actium (Quando repostum, ep. 9). Beide Gedichte entstanden vor dem politischen Hintergrund des Siegs der Bürgerkriegspartei Octavians, der jedoch nur als Vorlage dient, um Feiern und die Freundschaft und den Dank zum Gönner Maecenas auszudrücken. Die zwei Gedichte, die das römische Volk zum Adressaten haben (Quo, quo scelesti und Altera iam teritur, ep. 7 und 16), hatten hingegen noch das Elend der Bürgerkriege beklagt, aus dem nur noch eine Auswanderung nach den Inseln der Seligen Rettung gewähre. In den Programmgedichten 1 und 9 treten Kritik an Zeitzuständen oder Schmähungen von Kriegertugenden nun völlig zurück. Die direkte Verbindung besteht bereits zum Jubellied auf den Tod der Kleopatra im carmen 37 des ersten Odenbuchs (Nunc est bibendum), das die Züge eines Alkäischen Trinkliedes aufweist und wohl zur selben Zeit wie die beiden Epoden entstanden sein muss. Motive der Iamben werden nur noch am Rande genannt, zum Beispiel die Aussage des Dichters, nicht wie Chremes werden zu wollen, der Topos des Geizhalses der plautinischen Komödie. Horaz war also spätestens seit 31 v. Chr. auf dem Weg zur Lyrik der Oden.
Untypisch für griechische Iamben war überdies die Selbstironie des Dichters in den Invektiven. Dies war Horaz’ persönliche Note für die Iambendichtung, ebenso wie seine Zustimmung und Fürsprache für den Freund Vergil in der Epode 10. Der von ihm geschmähte Neureiche in Epode 4 hatte als Militärtribun keine andere politische Laufbahn genommen als Horaz selbst. Die komische Klage Parentis siquis über Bauchschmerzen, die dem Dichter ein ländliches Gericht mit zu viel Knoblauch eingetragen habe (ep. 3), ist gleichzeitig ein Seitenhieb auf den schadenfrohen Maecenas, der sich darüber lustig macht, dass Horaz das gelobte einfache Essen vom Lande nicht bekommt. Daneben existieren eine Reihe von Themen, die sich iambenuntypisch durch das Buch ziehen und die Entwicklung des Dichters zur Odendichtung erkennen lassen. Mollis inertia, eine Entschuldigung für eine Pause im Dichten, die Horaz mit akutem Liebeskummer erklärt (ep. 14), der Trost im Wein (ep. 13) und die Liebe (ep. 11 und 15) sind Themen, die der Archilochischen Dichtung bereits völlig entgegenstanden. Teilweise setzte Horaz diese Antithetik von Form und Inhalt auch als komischen Effekt ein, zum Beispiel, wenn dem gelehrten Leser der Epode 2 klar wird, dass das langgezogene Loblied auf das Landleben in einer Gedichtform für Beleidigungen und Schmähungen steht.
Mit der Entwicklung der Epoden- hin zur Odendichtung entwickelte Horaz seine politisch-philosophischen Einstellung als Dichter zum Staat. Eduard Fränkel wies darauf hin, dass es eine moderne Geisteshaltung sei, dem Dichter zu unterstellen, er hätte über die Wiederbelebung griechischer Kampflieder auf Leben und Gemeinwesen eine politische Geisteshaltung transportiert. Vielmehr entwickelte das Dichten selbst die Geisteshaltung des Dichters. Fränkel begriff daher Horaz' frühe Epode 16 auf den Bürgerkrieg als misslungenen Anfang, weil sie im Ton des freien griechischen Dichters nicht für die politische Situation des römischen Dichters niedrigen Standes taugten. Horaz’ Form der Anrede passte nicht in die Verfassungswirklichkeit römischer Redner. Der Vorschlag aus dem Iambenvorbild des Archilochos, dass die sittlich Guten des Volkes auf eine Insel auswandern sollten, war bei Horaz lediglich eine literarische Anspielung. Dass er sich vor diesem Hintergrund noch als vates gab, hielt Fränkel für eine „kühne Konzeption“. Neuere Darstellungen neigen dazu, Horaz’ Ansprache an das römische Volk in Bezug auf das literarische Umfeld genauer zu deuten. Lefèvre schlussfolgerte entgegen Fränkel, dass Horaz nicht für einen großen politischen Zuschauerkreis dichtete, und hob das provokative Element der Aussagen und die literarischen Beziehungen zur vierten Ekloge Vergils hervor. Horaz bezog seine Berechtigung als vates durch den Bezug auf Vergil, der das goldene Zeitalter nach den Bürgerkriegen prophezeite. Ganz im Stile seiner Dichtung war Horaz’ Sicht auf die Zukunft jedoch keine idealisierte, sondern eine realistische, die den klaren Bruch und die völlige Abkapselung von der Vergangenheit forderte, gleichwie dem Auswandern auf eine Insel.

#### Chronologie und Aufbau
Die pointierte Form der Epoden war ursprünglich für eine mündliche Rede ausgelegt. Dies lässt sich daran erkennen, dass manche Epoden zwischen Beschreibungen und Sprechparts wechseln oder wie die Epode 17 in der Dialogform Stoff für einen volkstümlichen Mimus bilden konnten. Weiterer Hinweis neben der Form ist die Verteidigung der Freunde, die ebenfalls auf die Wirkung in einem Rezitationskontext schließen lässt. Vor dem Hintergrund einer langen mündlichen Vorgeschichte der Epoden lassen sich auch die Abweichungen zwischen Entstehungszeit bzw. Datierung der einzelnen Gedichte und ihrer Zusammenstellung als Buch erkennen. Dahinter lief bereits die künstlerische Weiterentwicklung des Dichters zu den Alkäischen Oden und Trinkliedern ab. Es lässt sich daher eine grobe Chronologie des Epodenbuchs ausmachen.
- Epoden 16 und 7, beide ca. 38. v. Chr. (die frühesten, politischen Gedichte mit unterschiedlich gedeutetem Bezug von ep. 16 auf Vergils vierte Ekloge)
- Epode 10 (Maeviusepode), um 35 v. Chr. (wegen des Bezugs zu Vergils dritter Ekloge)
- Epoden 2–8 sowie die 12 und 17 (erster Invektivenzyklus, der vor den 'Liebesepoden' zwischen 38 und 30 v. Chr. entstanden sein muss, kleinere Gedichte wie 3 und 6 könnten frühe Übungsformen des Versmaßes darstellen)[97]
- Epoden 11 und 13–15 über Trinken, Liebe und Gesang, nach den Invektiven (wobei nach Fränkel die Epode 14 als letzte die Schwierigkeiten darstellt, das Buch fertigzustellen)[98]
- Epoden 1 und 9 als Programmgedichte, ca. 30/31 v. Chr. nach der Schlacht bei Actium

Der Aufbau des Epodenbuchs folgt nicht dieser Chronologie. Wie bei vielen Gedichtsbüchern der Augusteischen Zeit stand eine Architektur hinter der Anordnung, die eine Entwicklung markiert, wie sich unschwer am ersten Wort der Sammlung Ibis (Du wirst gehen) und dem letzten Satz (ep. 17,81) plorem artis in te nil agentis exitus ? (soll ich etwa das Ende meiner Kunst beweinen [nur], weil die nichts an dir bewirkt?) zeigt. Ein herausragendes Organisationsprinzip für das Buch ist die metrische Anordnung der Gedichte, wobei die ersten 10 Epoden der distichischen jambischen Strophe folgen, die weiteren sechs die daktylische Variation derselben darstellen, und ein Gedicht in stichischen Trimetern die Sammlung beendet. Der erste Teil aus zehn Gedichten hat Vorbilder in der Literatur, wie die Eklogen Vergils. Neben der metrischen lässt sich eine paarische Anordnung von inhaltlich ähnlichen Epoden erkennen, so zum Beispiel die Epoden 3 und 14, die mit Widmung Horaz’ Beziehungen zu Maecenas thematisieren. Hans Christian Günther verwies auf ein literarisches Vorbild in den Iambi des Hellenistischen Dichters Kallimachos. Dieser schrieb 13 Gedichte, und ausgerechnet die 13. Epode hat keinen inhaltlichen Zwilling. Horaz hätte mit der Anordnung der restlichen Gedichte sein Möglichstes getan, die über Jahre versprengten Gedichte so in eine formal annehmbare Gestalt zu bringen. Eine weitere These ist die nach der Einheit des gesamten Epodenbuchs. So las Porter von der ersten bis zur letzten Epode ein Diminuendo von einer überschwänglichen Stimmung der ersten zu einer düsteren in der letzten Epode. Diese Ansichten haben sich nicht durchgesetzt, und es gibt keine Hinweise, dass es Horaz’ Intention war, eine das Werk verbindende Gesamtstimmung zu kreieren. Die größte Einheit der Epoden bildet die Erkenntnis, dass sich der Dichter kontinuierlich zu den Oden weiterentwickelte, wie dies der Forscher Stephen Heyworth feststellte. In diesem Zusammenhang ist noch der von Kathryn Gutzwiller herausgearbeitete Begriff des „associative bridging“ zu nennen, also des Springens der Motive von einem Gedicht zum nächsten, sodass das Buch seine Motive wie eine Girlande aufzieht und schließlich am Ende generisch weiterzieht.

### Oden

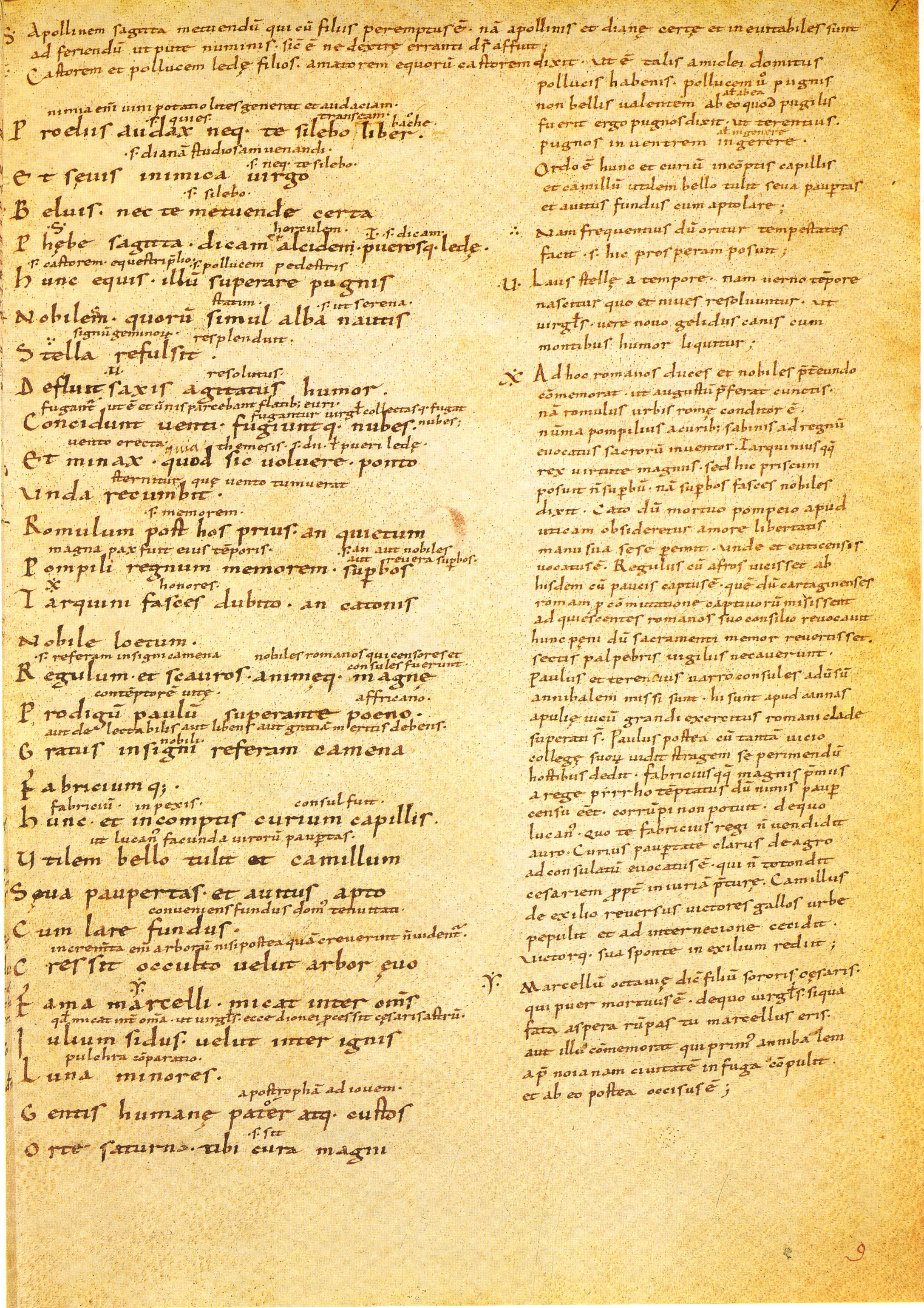
Oden (Carmina 1,12) in einem Codex aus dem Besitz von Francesco Petrarca. Florenz, Biblioteca Medicea Laurenziana, Plut. 34.1, fol. 9r (10. Jahrhundert)

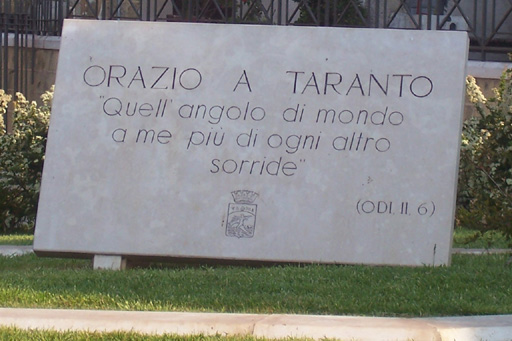
Horaz an Septimius, Zitat aus Oden 2,6 auf einer Gedenkplatte in Tarent

Nach seinem Erfolg mit den „Satiren“ und „Epoden“ widmete sich Horaz der frühgriechischen Lieddichtung, deren Blütezeit etwa von 670 bis 450 v. Chr. dauerte. Während sich die griechischen Lieddichter selbst Sänger oder Musendiener nannten, bürgerte sich später der Begriff Lyriker nach ihrem Hauptinstrument, der siebensaitigen Lyra, ein. Horaz schrieb vier Lyrikbücher, die „Carmina“, die insgesamt 104 Gedichte enthalten. Die ersten drei publizierte er in einem Corpus um 23 v. Chr. und das vierte um 13 v. Chr. Im Gegensatz zu den nicht immer ganz ausgereiften „Epoden“ stellen die „Oden“ (Odé, Gesang) eine vollendete Meisterleistung dar.

#### Datierung und produktive Bedingungen
Obwohl die ersten drei Odenbücher als volumina (Buchrollen) herausgegeben wurden, schrieb Horaz seine Gedichte nicht in der Reihenfolge der Komposition, die in den späteren Ausgaben und heutigen Texteditionen Standard geworden sind. Das Werk entstand über lange Zeit aus Stücken, die der Dichter nach und nach komponierte und die zunächst zur Rezitation auf Gastmählern gedient haben könnten. Eine der ältesten möglichen datierbaren Oden, das carmen 1,35, liegt in der Entstehungszeit noch vor der Schlacht bei Actium, etwa um 35 v. Chr. Da der terminus post quem keiner Ode auszumachen ist, die jünger als 23 v. Chr. wäre, kann eine Veröffentlichung der Bücher zu diesem Zeitpunkt oder danach erfolgt sein. Im carmen 1,4 richtet Horaz die Rede an Lucius Sestius Quirinus, den Konsul des Jahres 23 v. Chr., von dem er unter anderem dessen Leidenschaft zum Würfelspiel und seine Zuneigung zu dem Knaben Lycidas thematisiert. Dass die Oden nach 23 v. Chr. für eine Herausgabe als Ganzes von Horaz noch einmal überarbeitet, teilweise chronologisch geordnet und neu zusammengestellt wurden, zeigen einzelne chronologische Verläufe innerhalb des Werkes und die beiden parallelen Programmgedichte 1,1 und 3,30, deren beider Versmaß ein sich eingängig wiederholender, stichischer Asclepiadeus minor ist, das heißt, dasselbe Versmaß wird Zeile für Zeile wiederholt.

#### Themen
Themen sind wie schon bei den Griechen vor allem Liebe und Politik, aber auch Freundschaft, Alltäglichkeiten des Lebens und Fragen der Philosophie. Vorbild war unter anderem Alkaios von Lesbos, von dem er teilweise auch die Strophenform übernahm. Im großen Unterschied zu seinen griechischen Vorgängern war Horaz nur Dichter und nicht Musiker. Deshalb waren seine „Oden“ nicht vertont. Eine Ausnahme bildete nur das 17 v. Chr. für die Jahrhundertfeier, die den Beginn einer Friedensära einleiten sollte, verfasste Carmen saeculare. Wie auch schon die Chorlyriker liebte es Horaz, in einem Gedicht die verschiedensten Themen zusammenzufügen. Oft verwendete er verhaltene, hintergründige Aussagen. Mittel dazu waren treffende Bilder, Aussparungen, Offenlassungen und leise Untertöne. Viele seiner Gedichte beginnen wuchtig und klingen leicht und heiter aus. Beispiel: 1, 9.
Obwohl Horaz kurze Gedichte bevorzugte, sind auch zahlreiche längere Gedichte erhalten. Wichtig sind hier vor allem das Carmen saeculare und die sechs „Römeroden“. Letztere mahnten das römische Volk an die alten mores maiorum: Genügsamkeit, Tapferkeit, Treue, Standhaftigkeit, Gerechtigkeit und Ehrfurcht.

### Episteln
Da die Oden nicht den erhofften Erfolg brachten, ließ Horaz ab 20 v. Chr. von der Lyrik ab und widmete sich dem ersten Buch der Epistulae (Episteln). Horaz stellt in diesem Buch, das aus 20 Briefgedichten in Hexametern besteht, seine Lebensphilosophie dar. Diese Lebensphilosophie geht nicht von abstrakten Begriffen aus, sondern vom einzelnen Menschen mit seinen Fehlern, Schwächen und Eigenheiten. Sie fordert nicht auf, über den eigenen Schatten zu springen, wohl aber, sich in der eigenen Art um ein rechtes Maß zu bemühen, damit das Zusammenleben der Menschen erträglich bleibt. Vorbild für die „Epistulae“ waren ihm wahrscheinlich die Briefe des attischen Philosophen Epikur.
Im zweiten Buch der „Epistulae“ ab 13 v. Chr. betätigte sich Horaz als Literaturkritiker. Drei große Briefgedichte widmete er am Ende seiner Schaffenszeit diesem Thema. Zwei davon bilden das zweite Buch der „Epistulae“. Im ersten Brief (an Augustus) kritisiert der Dichter die gedankenlose Überbewertung der altrömischen Dichtung, vor allem des Dramas, und weist auf den Wert der neuen Klassik, mit den Werken von Vergil und Varius, hin. Im zweiten Brief (an Florus) entsagt er scheinbar der Dichtung zugunsten der Philosophie, nur um in Wahrheit auf die erdrückenden Anforderungen an einen Dichter hinzuweisen. Im dritten und längsten Literaturbrief (an die Pisonen), der als gesondertes Buch unter dem Titel Ars poetica überliefert ist, will Horaz als Dichter Rechenschaft ablegen und den Geschmack verständiger Leser bilden. Er will Dilettanten, Nachahmern und Modepoeten das Handwerk erschweren, aber echte Begabung auf ihrem harten Weg ermuntern. Horaz hat in seiner Epistula ad Pisones auch eine Gliederung des Dramas in fünf Akte gefordert (Ars Poetica, V. 189) (siehe Regeldrama), die Nützlichkeit des literarischen Werkes mit dem Aspekt der Freude und der Unterhaltung verknüpft (Ars Poetica, V. 333 f.: „Aut prodesse volunt aut delectare poetae“) und den Mimesischarakter literarischer Werke (Ars Poetica, V. 361) betont.

## Philosophie
Horaz bezeichnete sich selbst als einen Schüler Epikurs (Epicuri de grege porcum – „ein Schweinchen aus der Herde des Epikur“). Dabei hängt er der epikureischen Lehre nicht auf orthodoxe Weise an, sondern hat für sich einige Grundprinzipien übernommen. Lust ist das höchste Gut und Schmerz das größte Übel. Dabei ist die wahre Lust die Ataraxia, der Zustand vollkommener Ruhe und Ungestörtheit, das stille Glück im Garten (bzw. auf dem Lande), das sich aus dem Getriebe der Welt heraushält. Λάθε βιώσας (Lebe im Verborgenen) war einer der Leitsätze des Kepos der Epikureer. Götter existieren, doch sie leben glückselig und abgesondert von der Welt und üben keinen Einfluss auf sie aus. Trotzdem muss man das Zitat aus Epistel 1, 1, Vers 14 mitlesen, um Horazens Lebenshaltung zu verstehen: Nullius addictus iurare in verba magistri („auf keines Meisters Worte zu schwören verpflichtet“). Er mag zwar in vielerlei Hinsicht Epikureer sein, aber er möchte sich trotzdem als Freidenker verstehen. Horaz urteilt also nicht immer als Epikureer, sondern zum Beispiel auch als Anhänger der aristotelischen Philosophie (aurea mediocritas, Carminum liber II 10, Rectius vives, Licini,…).

## Wirkungsgeschichte

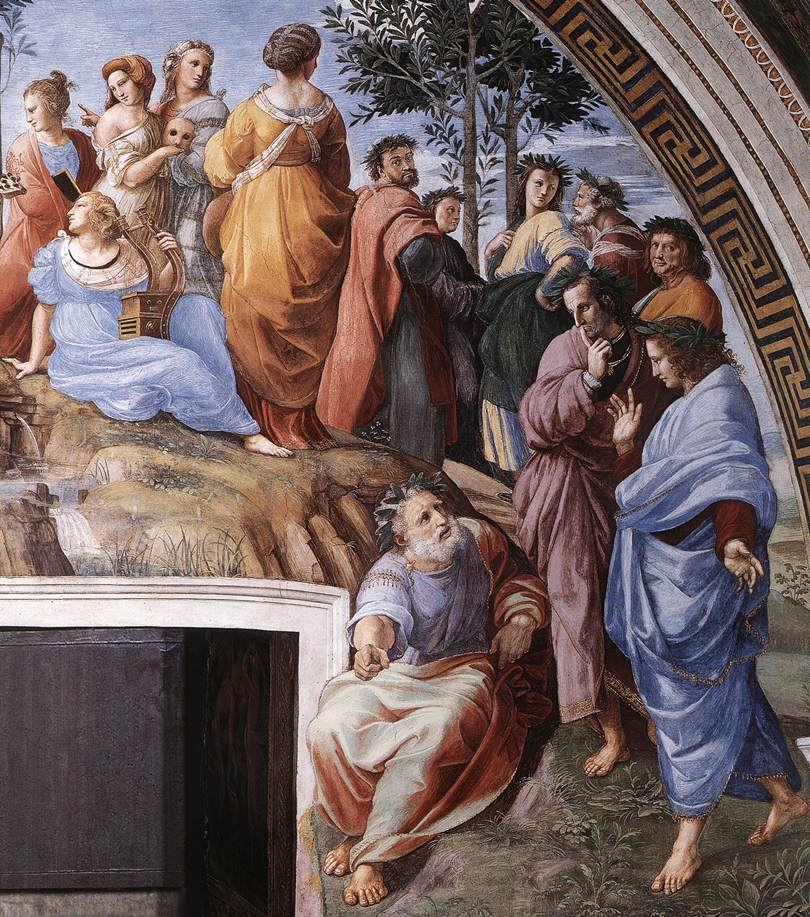
Ausschnitt aus dem Fresko Der Parnass von Raffael, ca. 1508–1511 gemalt. Die vorne stehende männliche Figur wird als Horaz gedeutet.

Horaz wurde bald Schulautor, erhielt aber nicht die Breitenwirkung wie Vergil oder Ovid. Die Überlieferung seines Werkes ist vor allem den Scriptores in den irischen Klöstern zu verdanken.
In der Karolingischen Renaissance wurde Horaz im Gelehrtenkreis um Karl den Großen „wiederentdeckt“, später waren seine Werke wichtig für die Humanisten. Von größter Bedeutung war Horaz aber für die französischen Klassiker des 16. und 17. Jahrhunderts. Insbesondere versuchten Dichter und Kritiker wie Nicolas Boileau oder Martin Opitz, aus dem Brief De arte poetica eine programmatische Poetik zu (re)konstruieren, wie sie in dieser Systematik von Horaz kaum beabsichtigt war. Horaz war Kants bevorzugter lateinischer Autor; vielen Studenten schrieb er Verse ins Stammbuch. Auch das von Kant als Leitspruch der Aufklärung gewählte Sapere aude ist ein Zitat aus den Episteln des Horaz (Epist. I, 2 ,40).

## Textausgaben

### Editionen
- Quintus Horatius Flaccus: Opera. hrsg. v. Friedrich Klingner, (=BT), Dritte Auflage (zuerst 1939), Leipzig 1959 (und Nachdrucke) (gewöhnlich zitierte Standardausgabe, auf der viele spätere Editionen aufbauen).
- Quintus Horatius Flaccus: Opera. hrsg. v. D. R. Shackleton Bailey, (=BT), Vierte Auflage (zuerst 1985), Stuttgart 2001 (und Nachdrucke) (konjekturfreudiger Umgang mit dem überlieferten Text).
- Quintus Horatius Flaccus: Opera. hrsg. v. S.(tefan = István) Borzsák. (=BT), Leipzig 1984 (textkritisch behutsam und konservativ).
- Friedemann Weitz: „Lectiones Teubnerianae. Textkritische Ausgaben als Problemanzeige (am Beispiele Horazens)“ http://archiv.ub.uni-heidelberg.de/propylaeumdok/volltexte/2013/1881 (Übersicht der unterschiedlichen Lesungen der obigen drei Ausgaben in der Bibliotheca Teubneriana; mit einem Vortrag von Hermann Tränkle als Anhang: „Von Keller-Holder zu Shackleton-Bailey. Prinzipien und Probleme der Horaz-Edition“).
- Quintus Horatius Flaccus: Opera. hrsg. v. Edward C.(harles) Wickham, Oxford 1901; Zweite Auflage. hg. von Heathcote W.(illiam) Garrod, Oxford 1912 (und Nachdrucke).

### Übersetzungen
Deutsch
- Johann Heinrich Voß: Des Quintus Horatius Flaccus Werke in zwei Bänden, erster Band: Oden und Epoden, zweiter Band: Satiren und Episteln, Verlag Friedrich Vieweg, Braunschweig 1822, books.google.de.
- Christian Morgenstern: Horatius travestitus: Ein Studentenscherz. Schuster & Loeffler, Berlin 1897 (Digitalisat).
- Horaz: Oden und Epoden: lateinisch und deutsch. Übersetzt von Christian Friedrich Karl Herzlieb und Johann Peter Uz; eingeleitet und bearbeitet von Walther Killy und Ernst A. Schmidt. Artemis, Zürich/München 1981, ISBN 3-7608-3646-1.
- Horaz: Sämtliche Werke. Lateinisch/Deutsch. Herausgegeben von Bernhard Kytzler. Verbesserte und aktualisierte Neuausgabe. Reclam, Stuttgart 2006, ISBN 3-15-018466-5.
- Horaz: Sämtliche Werke. Lateinisch und deutsch herausgegeben von Hans Färber (= Sammlung Tusculum). 10. Auflage. Artemis & Winkler, München 1993, ISBN 3-7608-1544-8 (in Versübersetzung).
- Christoph Martin Wieland: Übersetzung des Horaz. Herausgegeben von Manfred Fuhrmann (= Bibliothek Deutscher Klassiker. Band 10). Deutscher Klassiker-Verlag, Frankfurt am Main 1986, ISBN 3-618-61690-2 (Briefe und Satiren übersetzt mit Einleitung und Erklärung; zweisprachig; rezeptionsgeschichtlich relevant).
- Horaz: Sämtliche Werke. Lateinisch - deutsch. Herausgegeben von Niklas Holzberg. In in der chronologischen Reihenfolge des Erscheinungsdatums und in moderne Prosa übersetzt. De Gruyter, Berlin 2018, ISBN 978-3-110-56233-0

Englisch
- Horace: Satires, Epistles and Ars poetica (= Loeb Classical Library. Band 194). Herausgegeben von Henry Rushton Fairclough. Harvard University Press u. a., Cambridge/Mass. 1978, ISBN 0-674-99214-8 (ND, ältere Ausgabe, schwierig zu lesen).
- Horace: Odes and Epodes (= Loeb Classical Library. Band 33). Herausgegeben von Niall Rudd. Harvard University Press u. a., Cambridge/Mass. 2004, ISBN 0-674-99609-7.
- Horace: Epodes. Englisch/Lateinisch, herausgegeben von David Mankin. Cambridge Univ. Press, Cambridge 1995, ISBN 0-521-39469-4.
- Horace: The Complete Works of Horace. Herausgegeben von Charles E. Passage. Ungar, New York 1983, ISBN 0-8044-2404-7.
- Horatius Flaccus: The Works of Horace, Translated into Verse (= The Poetical Works of Christopher Smart. Band 5). Englisch/Lateinisch, übersetzt von Christopher Smart, herausgegeben von Karina Williamson. Oxford University Press, Oxford 1996, ISBN 0-19-812772-3.

Italienisch
- Quinto Orazio Flacco: Le opere. Band I.1 – II.4. Herausgegeben von Paolo Fedeli und Carlo Carena (= Antiquitas perennis). Istituto Poligrafico e Zecca dello Stato, Rom 1991–1997, ISBN 88-240-3770-4.
- Orazio: Tutte le poesie. Italienisch/Lateinisch, herausgegeben von Paolo Fedeli und Carlo Carena (= I millenni). Einaudi, Turin 2009, ISBN 978-88-06-19287-7.
- Quinto Orazio Flacco: Le opere. Italienisch/Lateinisch, herausgegeben von Mario Ramous (= I libri della spiga). Garzanti, Mailand 1988, ISBN 88-11-58670-4.

Französisch
- Horace: Q. Horati Flacci opera. Œuvres d’Horace: Texte latin avec un commentaire critique et explicatif des introductions et des tables. Herausgegeben von Frédéric Plessis und Paul Lejay. Hachette, Paris 1911 (enthält auch die Satiren übersetzt von Paul Lejay).